# پولانی
پولانی (به مجاری:  Polány) یک منطقهٔ مسکونی در مجارستان است که در ناحیه کاپوشوار واقع شده‌است. پولانی ۱۲٫۸۷ کیلومتر مربع مساحت و ۲۳۰ نفر جمعیت دارد.